# Phong Vân Quyết
Phong Vân quyết (tiếng Trung Quốc: 風雲決) là một bộ phim hoạt hình của đạo diễn Lâm Siêu Hiền, dựa trên cuốn truyện tranh võ hiệp nổi tiếng Phong Vân của tác giả Mã Vinh Thành. Phim được sản xuất bởi Puzzle Animation Studio Limited và Tập đoàn Truyền thông Thượng Hải.

## Giới thiệu
Đây là phần ngoại truyện của bộ truyện tranh Phong Vân. Bái Kiếm Sơn Trang - nơi bao đời nay được triều đình giao trọng trách rèn kiếm, đã xảy ra một cuộc thảm sát đẫm máu do bị nghi ngờ có mưu đồ tạo phản. Thiếu trang chủ Ngạo Quyết, là người duy nhất còn sống sót sau cuộc thảm sát đẫm máu đó. Để báo thù, Ngạo Quyết đã đánh chiếm Thiên Hạ Hội, gây chiến với Phong & Vân nhằm thu được Kì Lân huyết từ hai người để khai phong Quyết kiếm, thanh kiếm bao đời tổ tiên Ngạo gia truyền lại. Mang trong mình huyết Kì Lân, Nhiếp Phong trở thành mục tiêu lớn nhất trong kế hoạch của Ngạo Quyết.

## Nội dung
Để giết được Hùng Bá, Nhiếp Phong tình nguyện luyện thứ đao pháp cực hung cực tà là Ma Đao. Đao pháp luyện thành, Phong Vân liên thủ lại mợi hạ sát được Hùng Bá.
Tuy nhiên trong lúc liên thủ, do hai người cùng có huyết kỳ lân, Bộ Kinh Vân dùng kỳ lân tý kích phát máu cuồng điên của Nhiếp Phong khiến Nhiếp Phong bị Nhập Ma, trở nên điên cuồng hiếu sát không tự kiểm soát được.
Bộ Kinh Vân đành tử chiến với Nhiếp Phong để nếu không giúp anh giải trừ Ma Đao được thì cũng "đồng quy vu tận" với tên đại ma đầu. Kết quả giải phá được Ma Đao nhưng bản thân anh thì rơi xuống vực. Tuy còn sống nhưng Kinh Vân bị mất trí ở cùng bọn trẻ lang thang và một cô gái tên là Tử Ngưng, trong thời gian đó, giữa hai người thầm nảy nở tình yêu.
Ngạo Quyết là người duy nhất còn sống sót sau cuộc thảm sát Bái Kiếm Sơn Trang. Để báo thù, Ngạo Quyết đã đánh chiếm Thiên Hạ Hội, gây chiến với Phong và Vân nhằm thu được Kì Lân huyết từ hai người để khai phong Quyết kiếm, thanh kiếm bao đời tổ tiên Ngạo gia truyền lại. Mang trong mình huyết Kì Lân, Nhiếp Phong trở thành mục tiêu lớn nhất trong kế hoạch của Ngạo Quyết.
Bộ Kinh Vân tái xuất giang hồ để ngăn chặn thảm kịch lại tái diễn. Tuy nhiên Ngạo Quyết cuối cùng cũng đạt được mục đích. Hắn dùng Quyết Kiếm đánh bại Bộ Kinh Vân dễ dàng. Luc đó Vô Danh là một kiếm thủ đệ nhất ẩn thân lâu năm trong Thiên Hạ Hội xuất hiện. Vô Danh kịch chiến với Ngạo Quyết cuối cùng hủy được kiếm và đẩy Ngạo Quyết xuống vực. Nhưng kiếm tâm của thanh tà kiếm đã xâm nhập vào người Bộ Kinh Vân. Trong lúc này Nhiếp Phong cũng đã Nhập Ma.
Cuối cùng trận chiến Phong Vân Năm xưa lại tái diễn, Kinh Vân cũng trở nên điên cuồng không kém Nhiếp Phong.
Kết thúc phim Kinh Vân trong lúc ứng chiến đâm mù mắt Tử Ngưng mới tỉnh ngộ, còn Nhiếp Phong thì mất tích...

## Diễn viên lồng tiếng
| Vai diễn    | Tiếng Phổ thông | Tiếng Quảng Đông |
| ----------- | --------------- | ---------------- |
| Nhiếp Phong | Nhậm Hiền Tề    | Trương Kính Hiên |
| Bộ Kinh Vân | Tạ Đình Phong   | Lâm Phong        |
| Ngạo Quyết  | Đồng Tự Vinh    | Mạch Tuấn Long   |
| Đệ Nhị Mộng | Hàn Tuyết       | Trương Huệ Nhã   |
| Tử Ngưng    | Chiêm Giai      | Trương Văn Gia   |
| Vô Danh     | Quế Nam         | Địch Long        |
| Soái bộ đầu | Ngô Lỗi         | Vương Hạo Tín    |
| Băng Ảnh    | Tưởng Tiểu Hàm  | Châu Tú Na       |
| Tàn Cơ      | Phạm Sở Nhung   | Lê Mỹ Ngôn       |

## Nhạc phim
- Nhạc phim được trình bày bởi ca sĩ Nhậm Hiền Tề với tên Phong Vân Quyết
- Lời do Nhậm Hiền Tề sáng tác, phổ nhạc bởi GJ
- Ca khúc mang đậm chất Trung Hoa cổ xưa

## Thông tin bên lề
- Trích đoạn giới thiệu cho bộ phim này đã được công bố từ năm 2006, nói về cuộc quyết đấu giữa Nhiếp Phong và Bộ Kinh Vân trong khu rừng. Họ đã bộc lộ hết bản lĩnh của mình đồng thời thể hiện trình độ võ công đỉnh cao. Ngoài ra còn có cảnh hai người quyết đấu trên Vạn Lý Trường Thành của Trung Hoa. Các nhân vật xuất hiện trong phim gồm có Nhiếp Phong, Bộ Kinh Vân, Đoạn Lãng, Hỏa Kì Lân, Hùng Bá, Vô Danh, Đệ Nhị Mộng, Ngạo Quyết.
- Bộ phim dự tính sẽ công chiếu vào mùa đông năm 2006, nhưng sau đó bị lùi lại phải đến ngày 19/7 vừa rồi mới tiến ra rạp tại Trung Quốc.
- Khả năng bộ phim có phần tiếp theo là rất cao, bởi lẽ đoạn cuối phim là kết thúc mở, hơn nữa những cảnh khán giả được xem ở đoạn đầu giới thiệu lại chẳng hề có trong suốt chiều dài phim. Hơn cả đó là trên mạng có một clip độ dài khoảng 3 phút nói về trận chiến Phong Vân với Đoạn Lãng, trận chiến này trong phim không hề có.